# Shibamura Naoya
Naoya Shibamura (sinh ngày 11 tháng 9 năm 1982) là một cầu thủ bóng đá người Nhật Bản.

## Sự nghiệp câu lạc bộ
Naoya Shibamura đã từng chơi cho Albirex Niigata Singapur, Avispa Fukuoka, Tokushima Vortis, Gainare Tottori, Fujieda MYFC, Ventspils, Pahtakor Taşkent, Buxoro, Stomil Olsztyn và Ventforet Kofu.